# ماري ديلوين
تعتبر ماري ديلوين (بالإنجليزية: Mary Dillwyn)(1816-1906) أول مُصورة في ويلز، حيث التقطت صوراً للزهور والحيوانات والعائلة والأصدقاء في أربعينيات وخمسينات القرن التاسع عشر. قدّمت ديلوين نظرة ثاقبة على الحياة المنزلية للنساء والأطفال الذين يعيشون في بريطانيا في القرن التاسع عشر، خلف حدود ما يمكن اعتباره مواضيع تستحق التصوير.

## سيرتها الذاتية
كانت ماري ديلوين ابنة لويس وستون ديلوين (1778-1855) وماري آدمز (1776-1865) ابنة العقيد جون لوليان من بينلغير وينيسيغيرون. كانت ماري الأخت الصغرى للمصور جون ديلوين ليويلين (1810-1882)، الذي طوّر تقنيات تصوير جديدة، ولويس لويلين ديلوين، والد إيمي ديلوين. ترتبط عائلتي ديلوين وليلوين أيضًا من خلال الزواج بوليام هنري فوكس تالبوت الذي ادّعى اكتشاف التصوير الفوتوغرافي في عام 1839. كانت ديلوين متقدمةً وقتها لاهتمامها بالتكنولوجيا الثورية الجديدة: حيث كانت معظم الصور التي التقطتها ديلوين من طراز صغير لما كان عليه الوضع في أربعينات وخمسينات القرن التاسع عشر، مما يجعلها أول امرأة مُصورو في ويلز. فضلت ديلوين على عكس نظرائها الذكور استخدام كاميرا صغيرة، مما وفّر لها فرصة التقاط المزيد من الصور العفوية التي التقطت اللحظات الحميمة لعائلتها وأصدقائها في العصر الفيكتوري . ولهذا السبب، بدا عملها أكثر طبيعية من أعمال مصورين آخرين في تلك الفترة. يبدو أن اهتمامها بالتصوير قد انتهى في عام 1857 عندما تزوجت من القس مونتاغي إيرل ويلبي. تُوفيت ماري في ميريينويد، أرثوغ، في ديسمبر كانون الأول عام 1906.

## صورها الفوتوغرافية

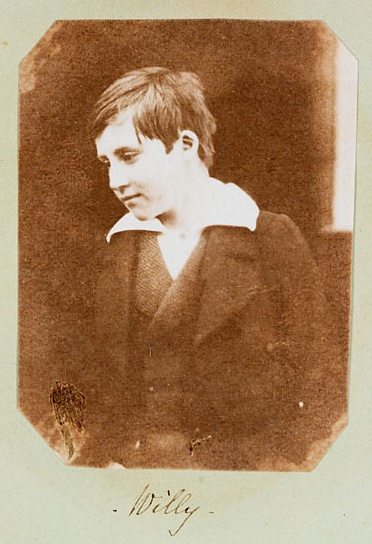
ابتسامة ويلي، 1853"

تم حفظ الصور الفوتوغرافية التي التقطها ديلوين في ألبومات حصلت عليها المكتبة الوطنية في ويلز. اشترت المكتبة في عام 2002 ألبومًا يحتوي على 42 صورة، بمقاس 11.1 × 8.8 سم، وهي تحتوي على إطلالات على منزل ديلوين ليلفين في بينليرغار، وصورًا لأفراد العائلة والأصدقاء، ودراسات عن الزهور والطيور. يُقال إن إحدى صورها هي أول صورة للابتسامة، حيثُ تمكّنت ماري من التقاط التعبير العابر عن ابن أختها الصغير، وليام مانسيل ليليلين، وهو ينظر بعين الاعتبار باهتمام إلى شيء خارج الكاميرا. تُعتبر تلك الصورة نموذجية لنهج ماري غير الرسمي. يحتوي الألبوم الثاني، ألبوم ليسدينام (حوالي 1853)، بصور بمقاس 12 × 9.7 سم، على 72 صورة. تشمل الصور صور الزهور والدمى والطيور والحيوانات الأليفة وكذلك العائلة والأصدقاء. تم الحصول عليها من قبل مكتبة ويلز الوطنية في عام 2007.

## ألبوم الصور

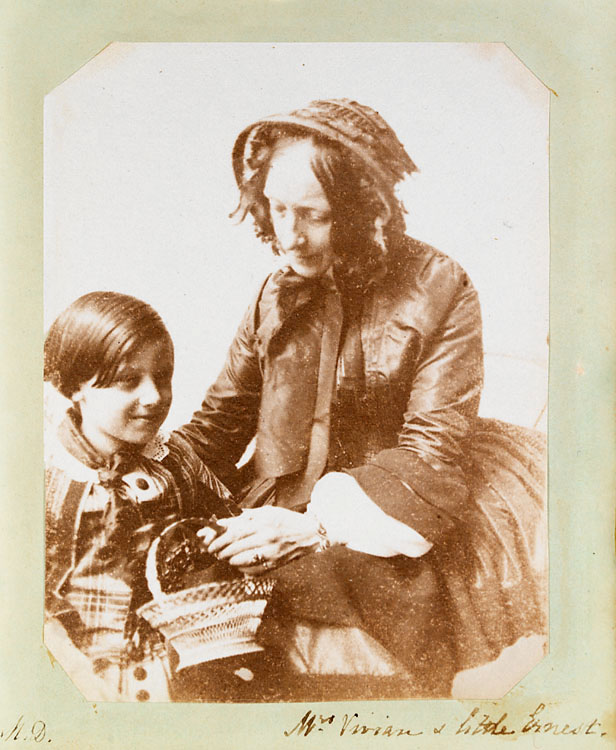
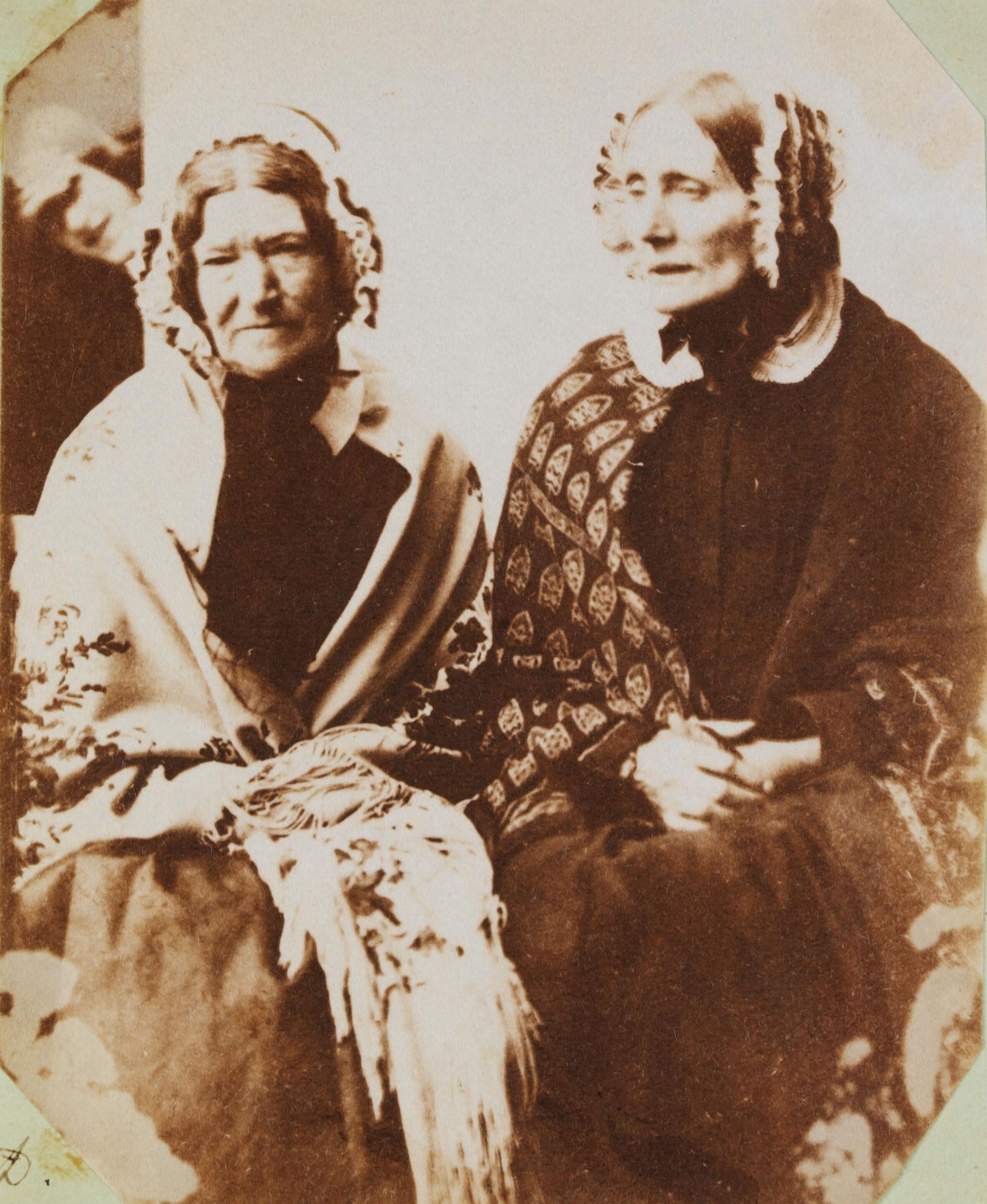
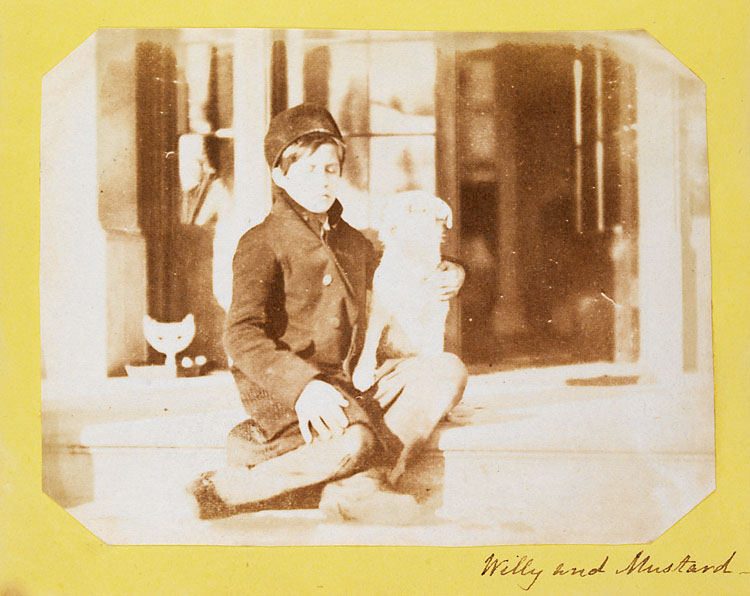
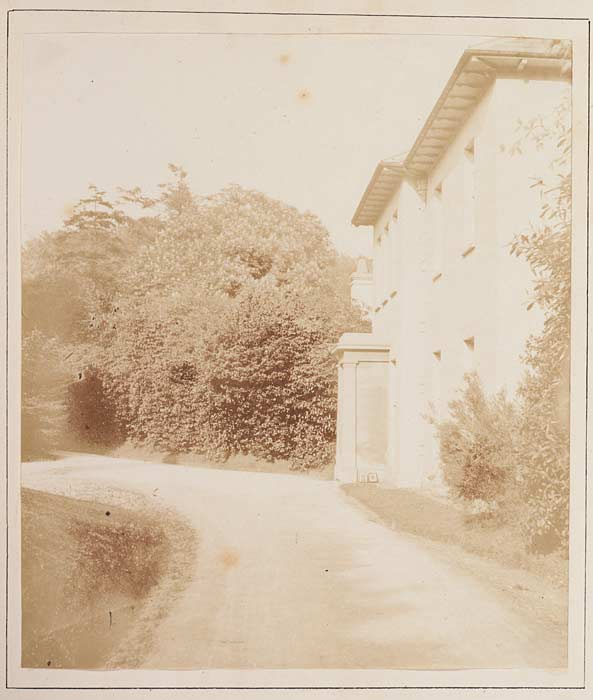
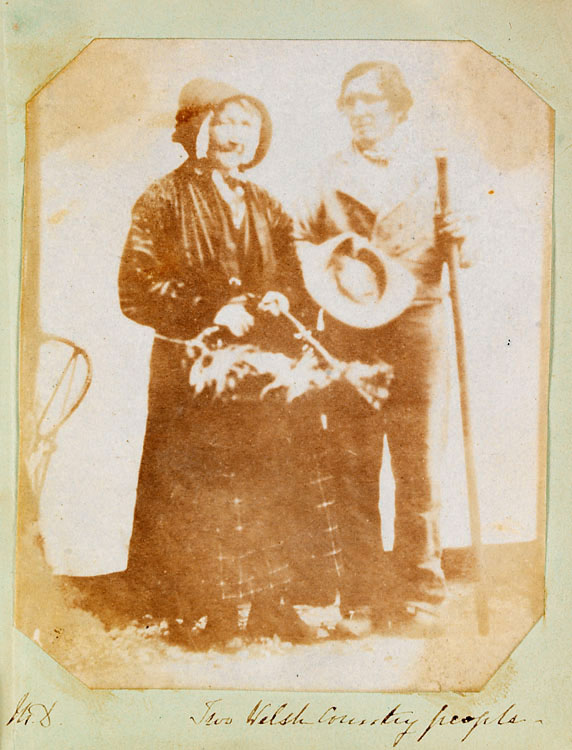
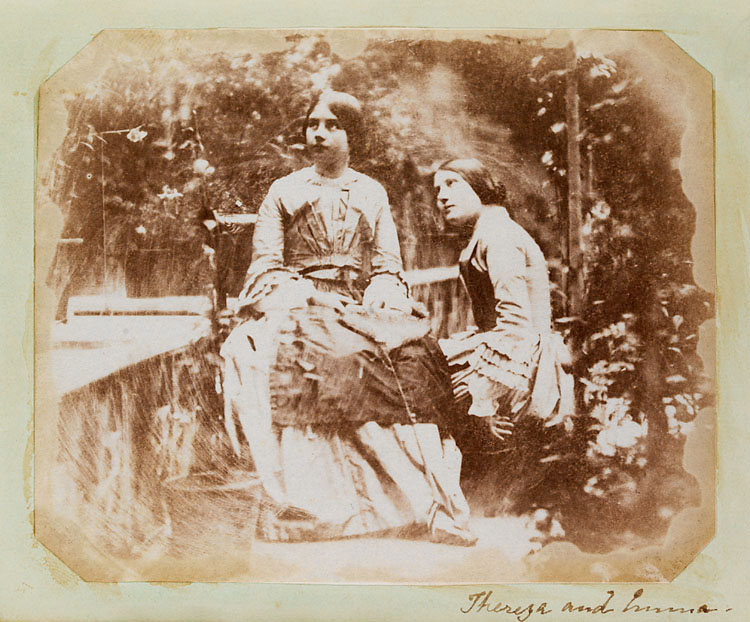
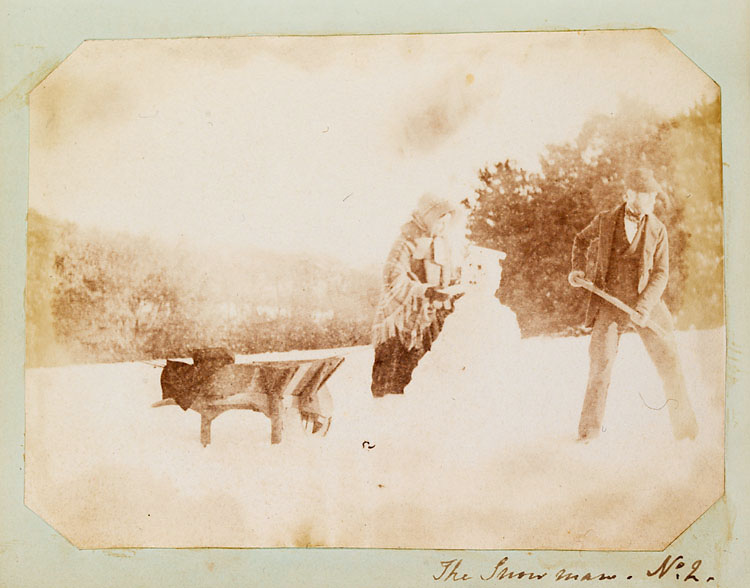

## روابط خارجية
- Mary Dillwyn's Lysdinam Album from the National Library of Wales